# Fissidens chungii
Fissidens chungii là một loài Rêu trong họ Fissidentaceae. Loài này được Thér. mô tả khoa học đầu tiên năm 1932.